# Окулово (Архангельская область)
Оку́лово — деревня в Приморском районе Архангельской области. Входит в состав и является административным центром Лисестровского сельского поселения (муниципальное образование «Лисестровское»).

## Географическое положение
Деревня расположена в пригороде города Архангельск, и граничит на севере с микрорайоном Бакарица городского округа «Архангельск». На западе деревня соседствует с другим населённым пунктом Лисестровского сельского поселения, деревней Амосово, а на юго-востоке — с деревней Часовенское.

## Население
Численность населения деревни, по данным Всероссийской переписи населения 2010 года, составляла 36 человек. 
| Население                            | на 1 января 2010 года |
| ------------------------------------ | --------------------- |
| В возрасте до 16 лет                 | 8                     |
| Трудовые ресурсы (из них работающих) | 39 (39)               |
| Пенсионеры                           | 24                    |
| Всего                                | 71                    |
| Прибыло / выбыло (за год)            | 5 / 6                 |
| Родилось / умерло (за год)           | 2 / 5                 |

## Инфраструктура
Жилищный фонд деревни составляет 3,2 тыс. м². На территории населённого пункта расположено предприятие стационарного торгового обслуживания населения ПО «Северный торговый центр».